# Rudolphe le renne au nez rouge
Pour les articles homonymes, voir Rudolphe.
Cet article concerne une histoire populaire et une chanson. Pour le personnage fictif de la série Les Simpson, voir Le p'tit renne au nez rouge (Les Simpson).

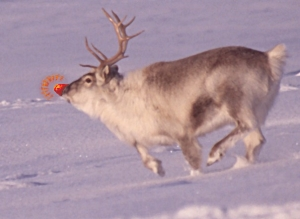
Rudolphe, le renne au nez rouge (photomontage).

Rudolphe le renne au nez rouge est, au départ, une histoire populaire américaine écrite en 1939 par Robert L. May, puis une chanson, Rudolph the Red-nosed Reindeer, écrite par Johnny Marks en 1949.

## Histoire

Dessin de Rudolph, le renne au nez rouge

Rudolph, qui est le neuvième renne du Père Noël, guide celui-ci durant sa distribution de cadeaux, la nuit de Noël, grâce à son nez rouge très lumineux.

### Avant Rudolph
Avant 1939, le traineau du Père Noël était tiré par huit rennes, comme le décrit le poème A Visit from St. Nicholas, aussi connu sous le nom The Night Before Christmas (La veille de Noël). Il y a quatre mâles et quatre femelles (en italique leurs noms dans la version originale anglaise):
- Tornade (Dasher) - Le renne le plus rapide
- Danseuse (Dancer) - Le renne le plus gracieux (c'est une femelle).
- Furie (Prancer) - Le renne le plus puissant.
- Fringant (Vixen) - Elle est belle et puissante, comme son compagnon Furie.
- Comète (Comet) - Il apporte le bonheur aux enfants.
- Cupidon (Cupid) - Elle amène l'amour aux enfants.
- Tonnerre (Donner) - Le plus fort.
- Éclair (Blitzen) - Elle apporte la lumière (elle est souvent considérée comme un mâle)

### Après Rudolph
Après Rudolph, qui est « entré dans l'histoire », comme le dit la chanson, d'autres rennes ont été « ajoutés », comme Robbie, par la BBC en 1999 (avec les films d'animation Robbie the Reindeer), Martial le renne, ou Olive, qui n'est pas réellement un renne, mais plutôt une chienne qui veut absolument rentrer dans l'équipe des rennes du Père-Noël, d'après le dessin animé de Matt Groening Olive, the Other Reindeer en 1999 (en français : Olive, l'autre renne), où Blitzen est malade.

## Chanson
La chanson a été écrite par Johnny Marks en 1949.

### Différentes versions
Cette chanson a été interprétée d'innombrables fois. On peut en retenir quelques-unes, à titre d'exemple :
- Chris Isaak, sur l'album Christmas, sorti en 2005.
- Chuck Berry dans sa chanson Run Rudolph Run de 1958.
- Frank Sinatra, Dean Martin et Sammy Davis Jr. sur différents albums de Noël.
- Bing Crosby
- Les Simpson à la fin du premier épisode de la première saison, Noël mortel (Simpsons Roasting on an Open Fire en anglais), avec Abraham, le grand-père, au piano.
- The Jackson Five sur l'album The Jackson 5 Christmas Album sorti en octobre 1970.
- You're Beautiful (drama coréen) épisode 9 : Go Mi Nam (Park Shin Hye), Hwang Tae Kyeong (Jang Geun Seok), Jeremy (Lee Hong Ki) et Kang Shin Woo (Jeong Yong Hwa) chantent la version coréenne.